# Damián Condori
Damián Condori Herrera (Presto, Bolivia; 26 de septiembre de 1979) es un líder campesino boliviano, político y gobernador del departamento de Chuquisaca desde el 3 de mayo de 2021. Condori se desempeñó como secretario ejecutivo de la Confederación Sindical Única de Trabajadores Campesinos de Bolivia.
Condori se postuló por primera vez para gobernador de Chuquisaca en 2015, terminó segundo y no calificó para una segunda vuelta bajo un controvertido fallo del Tribunal Electoral Departamental de Chuquisaca. Es cofundador de Bolivia Somos Todos, partido fundado el 21 de abril de 2016, por exmiembros disidentes del Movimiento al Socialismo. Estuvo dos años en prisión preventiva como parte de la investigación del escándalo de corrupción del Fondo Indígena de 2015 a 2017.
En las elecciones subnacionales de 2021, Condori ganó por mayoría en la primera vuelta y derrotó al candidato del MAS-IPSP, Juan Carlos León. en la segunda vuelta.

## Biografía
Damián Condori nació el 26 de septiembre de 1979 en la comunidad de Qhochi, ubicada en el municipio de Presto en la provincia de Zudáñez del departamento de Chuquisaca. Es hijo de los agricultores chuquisaqueños Fidel Condori (fallecido en 2021) y Juana Herrera.
Siendo un joven de apenas 28 años de edad, Damián Condori aparece por primera vez en la vida pública del país cuando el 10 de agosto de 2007 en su calidad de representante de los campesinos chuquisaqueños, los cuales tuvieron protagonismo durante la realización de la Asamblea Constituyente de Bolivia que en esa época se encontraba redactando la nueva Constitución Política del Estado en la ciudad de Sucre. Es en esa fecha y utilizando una chompa (multicolor) similar a la que utilizaba Evo Morales en ese entonces, Condori acusaba ante la prensa al "Comité Interinstitucional" de no haber consultado previamente con el área rural el posible trasladó de los poderes ejecutivos y legislativo a la ciudad de Sucre.

### Secretario ejecutivo de la FUTPOCH (2008-2010)
Ya una vez terminada la Asamblea Constituyente, los campesinos chuquisaqueños procedieron a elegir a su nuevo representante y en el año 2008 escogieron a Damián Condori como el nuevo secretario ejecutivo de la Federación Única de Trabajadores de Pueblos Originarios de Chuquisaca (FUTPOCH), el cual es una organización campesina departamental afiliada a la Confederación Sindical Única de Trabajadores Campesinos de Bolivia (CSUTCB). Condori estaría ocupando dicho puesto regional por dos años hasta 2010.

### Secretario ejecutivo de la CSUTCB (2013-2015)
El año 2013, la CSUTCB convoca a nivel nacional a la realización del XIV Congreso Ordinario con el objetivo de renovar sus liderazgos (como siempre lo hace cada dos años), y de entre varios candidatos, el campesino representante del Departamento de Chuquisaca Damián Condori logra salir elegido el 29 de junio de 2013 al obtener el apoyo de más 700 votos de las 9 filiales departamentales, convirtiéndose de esa manera en el nuevo secretario ejecutivo de la CSUTCB, el cual es el máximo cargo sindical de los campesinos de toda Bolivia.
A pesar de que su gestión en este alto cargo dirigencial terminaba oficialmente en junio de 2015, Damián Condori estaría en dicho puesto solamente por 1 año y medio, pues el 15 de enero de 2015 decidió renunciar a la CSUTCB por su propia voluntad para participar en las elecciones subnacionales de 2015.

### Alejamiento del MAS-IPSP
Durante varios años, Condori había sido afín al partido político del Movimiento al Socialismo (MAS-IPSP), aunque él siempre señalaba a la prensa que no pertenecía al MAS sino a los "movimientos sociales". Pero la fecha exacta del alejamiento de Damián Condori del MAS-IPSP, sucedió exactamente en diciembre de 2014, cuando durante esa época, los campesinos chuquisaqueños de la FUTPOCH decidieron proclamar a Condori como su precandidato a la gobernación de Chuquisaca con miras a participar en las elecciones subnacionales de 2015.
Pero al final, el partido azul rechazó el pedido de los campesinos chuquisaqueños y se decidió entonces escoger como candidato oficial del MAS al entonces gobernador Esteban Urquizu, quien ya había renunciado a su cargo el 24 de diciembre de 2014 para ir a la reelección en la gobernación.
Después de una reunión secreta de los más altos y principales dirigentes masistas del país, la cual se llevó a cabo en la ciudad de La Paz durante la Nochebuena de ese año, Damián Condori logró ingresar a dicha reunión (a pesar de no estar invitado) para volver a insistir nuevamente al presidente Evo Morales Ayma sobre el tema de su candidatura y éste muy molesto le negó rotundamente, respondiéndole lo siguiente:   

"Haber Damián, si quieres ir siempre como candidato, anda con otra sigla, pero dudo que saques un mayor porcentaje; apenas vas a sacar dos o cuatro por ciento; te vas a quemar"
Presidente de Bolivia Evo Morales Ayma (La Paz, Bolivia; 24 de diciembre de 2014).

### Elecciones subnacionales de 2015
Después de haber sido rechazado por el MAS, los campesinos de la FUTPOCH retiraron oficialmente el apoyo al masista Estebán Urquizu y decidieron alienarse con la candidatura de Damián Condori, que logró participar en las elecciones de la mano de la pequeña agrupación política Chuquisaca Somos Todos (CST) el cual es una organización política fundada en 2009 por el fallecido político Luis Gerald Ortiz.

#### Campaña electoral
Durante la campaña electoral, el 10 de febrero de 2015, la CSUTCB expulsó definitivamente de sus filas a Damián Condori con el argumento de que perseguía la candidatura independiente. Aunque cabe mencionar que Damián ya había renunciado a su cargo de secretario ejecutivo casi un mes antes el 15 de enero de 2015.
Durante la campaña electoral de 2015, la empresa encuestadora "IPSOS" daba como ganador al candidato del MAS Esteban Urquizu con un 49 %, en cambio a Condori solo le daba apenas un 12 % de apoyo de la población chuquisaqueña. En tercer lugar se encontraba el candidato Adrián Valeriano del Frente Revolucionario de Izquierda (FRI) con el 2 % y en cuarto lugar quedaba Silvio Oscar Rojas de la agrupación "Arriba Chuquisaca".

#### Resultados
En las elecciones de marzo de 2015, Condori recibió 101,257 votos, 42.49% del total, ubicándose en segundo lugar después del candidato del MAS-IPSP, Urquizu, quien ganó 116,536, o 48,91%. Días antes de la votación, el candidato del Frente Revolucionario de Izquierda, Adrián Valeriano, abandonó su candidatura y anunció su apoyo al MAS-IPSP. Luego de la elección, el 13 de abril, el Tribunal Departamental Electoral anuló los votos de Valeriano y dictaminó que Urquizu había ganado más del 50% del total de votos legítimamente emitidos. Esta decisión impidió una segunda vuelta entre Condori y Urquizu, como generalmente se requiere cuando ninguno de los candidatos tiene una mayoría o una ventaja de más del 10% del total de votos emitidos. En octubre, el Tribunal Supremo Electoral suspendió a los cinco miembros del Tribunal Departamental Electoral que tomaron esta decisión y abrió una investigación por "faltas graves" en la conducción del asunto.

### Cargos y detenciones relacionados con el Fondo Indígena
A partir de 2014, surgió un escándalo de corrupción y mala gestión a gran escala por tratos con el Fondo de Desarrollo para los Pueblos Indígenas Originarios y Comunidades Campesinas ( Fondo de Desarrollo para los Pueblos Indígenas Originarios y Comunidades Campesinas; FDOOIOYCC), comúnmente conocido como Fondo Indígena. El Fondo Indígena asignó una parte del Impuesto Directo a los Hidrocarburos al uso de las comunidades indígenas y fue supervisado por los líderes de las cinco principales organizaciones indígenas de Bolivia, incluida la CSUTCB. Estas organizaciones y sus afiliadas también fueron los principales receptores del fondo. En 2014, Condori formó parte de la junta directiva del Fondo y también como representante oficial de algunos proyectos aprobados.. Una investigación de la Contraloría General de Bolivia informó en febrero de 2015 que se habían gastado más de Bs / 71 millones en 153 proyectos no ejecutados, y se esperaba encontrar más.
En agosto de 2015, la Fiscalía llamó a Condori a declarar sobre el Fondo Indígena y comenzó a contemplar una orden para su detención luego de que no compareciera. El abogado de Condori luego alegó que la amenaza de detención estaba relacionada con su separación política del MAS-IPSP. El 27 de noviembre, Condori fue detenido en Sucre, veinticuatro horas después de la detención de la exministra de Desarrollo Rural Julia Ramos y el exfuncionario de la CSUTCB Jorge Choque Salomé, senador del MAS-IPSP. El 2 de diciembre, un juez aprobó la prisión preventiva sin fianza para Condori por los cargos de incumplimiento de contratos y enriquecimiento ilícito a cargo del Estado. En enero de 2016, Condori devolvió unos Bs / 600.000 transferidos como parte de un proyecto del Fondo Indígena; su abogado afirmó que su destitución de la dirección de la CSUTCB le había impedido completar la documentación de un proyecto anterior y devolver los fondos antes. Joel Guarachi, exsecretario general de la CSUTCB y afiliado a BST, argumentó en ese momento que Condori es un preso político, detenido por la ventaja política del gobierno. A julio de 2017, Condori había pasado 601 días en prisión y los funcionarios de Bolivia Somos Todos informaron que no tenía fondos suficientes para pagar a su abogado. El 18 de diciembre de 2017, Condori fue puesto en libertad y puesto bajo arresto domiciliario en Sucre. A julio de 2019, la investigación sobre irregularidades en el Fondo Indígena aún no había concluido.

### Todos somos Bolivia
El 2 de abril de 2016, Condori, Román Loayza, Rebeca Delgado, Luis Alfaro y Félix Santos cofundaron Bolivia Somos Todos (BST), un partido político nacional que tiene la intención de disputar las elecciones nacionales de 2019 y en las elecciones regionales de 2020. El partido se describe a sí mismo como comprometido con la democracia plena, la autonomía, los derechos humanos y una Bolivia libre de discriminación.
BST celebró su primer congreso ordinario en diciembre de 2016 en Sucre.  Un intento de realizar un congreso nacional en Millares, Potosí, a fines de julio de 2017 fue frustrado por la oposición de los funcionarios locales. Los líderes de BST afirmaron que fueron detenidos por estos líderes locales y les aconsejaron no tener la reunión.

### Gobernador de Chuquisaca
En las elecciones regionales de 2021 , que se retrasaron respecto al año anterior debido a la crisis política boliviana de 2019, Condori volvió a presentarse como candidato a gobernador de Chuquisaca Somos Todos.
En la primera ronda de votaciones del 7 de marzo, Condori obtuvo una pluralidad de 123.885 votos (45,62%), por delante de Juan Carlos León, del Movimiento al Socialismo, que obtuvo 106.250 votos (39,12%). El 14 de marzo Condori selló una alianza con el moderado Moisés Torres y Unidos por Chuquisaca. Con el 82,67% de los votos contados, Condori tenía una ventaja del 21% en la segunda vuelta de las elecciones del 10 de abril. En la segunda vuelta electoral del 10 de abril, Condori recibió 159.519 votos, una mayoría del 57,32%, derrotando a León que recibió 118.765 votos (42,68%).